# „Grób” województwa elbląskiego
„Grób” województwa elbląskiego – tablica pamiątkowa znajdująca się przy placu Słowiańskim w Elblągu, składająca się z kamiennej płyty i przytwierdzonych do niej dwóch płyt brązowych - większa stanowi płaskorzeźbę przedstawiającą mapę regionu, pękniętą wzdłuż granicy województwa pomorskiego i warmińsko-mazurskiego, natomiast na mniejszej wygrawerowane zostały napisy „Tu leży województwo elbląskie”, „Elbląg” oraz „31.XII.1998”.

## Historia
„Grób” został ufundowany przez lokalnych dziennikarzy, którzy chcieli w ten sposób upamiętnić likwidację województwa elbląskiego i tym samym stracenie statusu stolicy województwa przez Elbląg w związku z reformą administracyjną 1999 roku, z czym nie mogli się pogodzić mieszkańcy. Odsłonięty został 31 grudnia 1998 roku, czyli w ostatni dzień istnienia województwa. Towarzyszyła temu skromna uroczystość, która od tego czasu obchodzona była corocznie przez następne 15 lat. Odtąd też „nagrobek” stał się atrakcją turystyczną, prezentowaną grupom zwiedzającym miasto.
28 maja 2015 roku pod tablicą znaleziona została kapsuła czasu w postaci butelki po szampanie, zawierającej mapę dawnego województwa elbląskiego.